# Преображение Господне (Нео Корделио)
„Преображение Господне“ (на гръцки: Ι. Ν. Μεταμορφώσεως Σωτήρος Κορδελιού) е православна църква в солунското предградие Нео Корделио, Гърция, енорийски храм на Неаполската и Ставруполска епархия.
Църквата е разположена на улица „Потрос Левандис“ № 72. Първоначалният храм е малък, създаден от заселените в района бежанци през 20-те години на XX век. В 1947 година започва изграждането на нова, по-голяма църква завършена след 17 години. С икономическото развитие на района, обаче, и със съответното увеличение на населението, се появява необходимостта от изграждането на нов, още по-голям храм. Така на 5 август 1984 г. митополит Дионисий Неаполски и Ставруполски полага основния камък на сегашната църква, открита от него 11 април 1990 година.
Църквата е облицована с камък, има две камбанарии на фасадата, а във вътрешността параклис, посветен на Света Ирина. През 1998 година е завършено изписването на храма.